# آکتون، لندن
latitudeآکتون، لندنlongitudeآکتون، لندن
آکتون (به انگلیسی: Acton) شهرکی در شهرستان لندن بزرگ در کشور انگلستان است. این شهرک در سال ۲۰۰۱ میلادی ۵۳٬۶۸۹ نفر جمعیت داشته است.